# Torup
För andra betydelser, se Torup (olika betydelser).

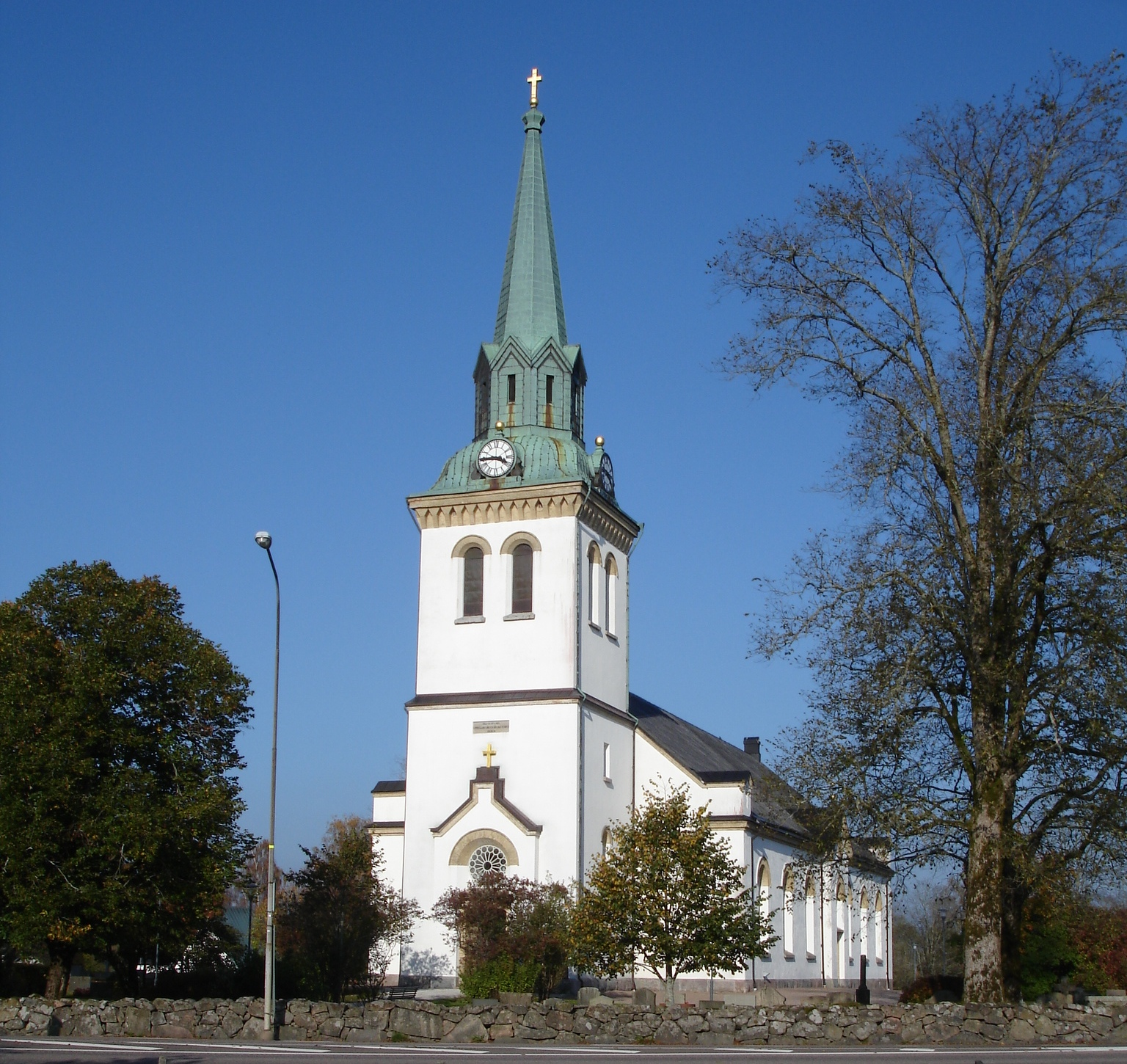
Torups kyrka.

Torup är en tätort i Torups distrikt i Hylte kommun i Hallands län och kyrkbyn i Torups socken i Halland.
Orten har gamla anor, belägen mellan Sjögårdssjön och den mindre Prästasjön.

## Historia
Från 1288 benämns platsen Torup i ett donationsbrev som Thorthahorp. Torup stavas Thordatorp i Kung Valdemars jordebok från 1300-talet och anges under 1700-talet som Thordrup. Namnet kan därför med säkerhet härledas till mansnamnet Tord (Thordr på fornnordiska) och "-torp".[källa behövs]
Ett gästgiveri verkar ha funnits på Ramnås på 1600-talet. Längs härvägen Nissastigen, en viktig handelsled, fanns gästgiveri och skjutshåll. Gästgivargården Ramnås var den centrala punkten i Torup fram till mitten av 1800-talet. Den var hållplatsen mellan Drareds och Nissaryds gästgivargårdar. I slutet av 1830-talet byggdes Gästgiveriet i Torup (Sjögård) och efter hand överflyttades verksamheten dit från Ramnås.
Ända sedan 1723 har det hållits marknad i Torup, sedan 1856 två gånger årligen. Järnvägen Halmstad-Torup blev färdig 1874 medan sträckan Järnvägslinjen Halmstad-Nässjö i sin helhet blev färdig först 1882. Järnvägen Torup - Rydöbruk öppnade 1898 inför byggandet av Rydöbruks sulfitfabrik. År 1909 invigdes järnvägen Rydöbruk - Hyltebruk.
Bosgårdsfallet är ett vattenfall på 11 meter och ligger strax väster om Torup. Här har tidigare varit såg, kvarn och andra småindustrier som drevs av ett mindre kraftverk, ett vattenhjul. År 1912 började man utvinna elektricitet i Bosgård. Detta gjorde det möjligt att 1914 påbörja elektrifiering av Torups kyrkby. På 1910-talet byggdes en lång trätub från dammen ovanför fallet och ner till de turbiner som installerades. Trätubens nedre del byttes senare ut mot en ståltub som ledde vattnet till två turbiner. Den ena turbinen drev med remdrift kvarnen medan den andra turbinen drev en generator. Kvarnhuset innehöll flera verksamheter och en mjölnarbostad. Kvarnverksamheten lades ner omkring 1930. Vissa lämningar finns kvar att se.

På 1930- och 1940-talet låg här även Forsparkens dansbana.
Nyebro vid Nissan är inte så nytt som man kan tro. Redan på en karta över "Nissaströmmen" från 1645 finns både namnet och en bro över Nissan markerad. En ny bro byggdes i Nyebro 1848. Strax därefter byggdes där en kvarn driven av fallen i Nissan. Kvarnverksamheten fanns kvar till 1949. Ny kvarn byggdes framme i Torups samhälle. En ramsåg fanns tidigt vid fallen i Nyebro. Sågverk byggdes och drevs fram till 1904. I början av 1900-talet startades där ett snickeri varur både den nu nerlagda Torups Snickerifabrik och dagens Nyebro Snickerifabrik har sitt ursprung. Nuvarande bro vid Nyebro byggdes 1916.
Barnmorska anställdes i Torup 1904. Genom kungligt beslut 1908 inrättades den första tjänsten för provinsialläkare på orten. Apotek inrättades 1924. Den första distriktsskötersketjänsten inrättades 1927. Torups veterinärdistrikt inrättades 1939. Folktandvården etablerades 1941.
Ett mejeri uppfördes 1930. Företaget Bårebo-Svensk Skruv flyttade 1946 från Gnosjö till Torup för tillverkning av beslag och skruv. I början av 1980-talet förlade Landstinget Halland sitt Tvätteri till Torup.

### Befolkningsutveckling
| Befolkningsutvecklingen i Torup 1960–2020 | Befolkningsutvecklingen i Torup 1960–2020 | Befolkningsutvecklingen i Torup 1960–2020 | Befolkningsutvecklingen i Torup 1960–2020 | Befolkningsutvecklingen i Torup 1960–2020 |
| ----------------------------------------- | ----------------------------------------- | ----------------------------------------- | ----------------------------------------- | ----------------------------------------- |
|                                           |                                           |                                           |                                           |                                           |
| År                                        |                                           |                                           | Folkmängd                                 | Areal (ha)                                |
| 1960                                      | 1960                                      |                                           | 547                                       |                                           |
| 1965                                      | 1965                                      |                                           | 750                                       |                                           |
| 1970                                      | 1970                                      |                                           | 874                                       |                                           |
| 1975                                      | 1975                                      |                                           | 974                                       |                                           |
| 1980                                      | 1980                                      |                                           | 1 126                                     |                                           |
| 1990                                      | 1990                                      |                                           | 1 331                                     | 158                                       |
| 1995                                      | 1995                                      |                                           | 1 276                                     | 164                                       |
| 2000                                      | 2000                                      |                                           | 1 208                                     | 164                                       |
| 2005                                      | 2005                                      |                                           | 1 239                                     | 164                                       |
| 2010                                      | 2010                                      |                                           | 1 183                                     | 163                                       |
| 2015                                      | 2015                                      |                                           | 1 245                                     | 146                                       |
| 2020                                      | 2020                                      |                                           | 1 274                                     | 156                                       |
|                                           |                                           |                                           |                                           |                                           |

## Samhället
På orten finns förskola, låg- och mellanstadieskola, Torups skola.
I samhället finns en Vårdcentral driven av Region Halland samt Apotek Hjärtat. Vid Sjögårdssjön ligger äldreboendet Sjölunda samt en bostad med särskild service.
Det finns dagligvaruaffär, optiker, bilverkstäder, byggvaruhandel, konditori, vandrarhem och flera lunchställen. Torups Gästgivaregård har matservering och rumsuthyrning.
Svenska kyrkans kyrkor är Torups kyrka som invigdes 1872 och Rydöbruks kapell som invigdes 1958. Vid Torups kyrka ligger församlingshemmet uppfört 1987.

## Kommunikation
Orten ligger längs Nissastigen, landsvägen mellan Jönköping och Halmstad, numera en del av riksväg 26. Samhället ligger också längs Järnvägslinjen Halmstad-Nässjö.

## Näringsliv
Det tidigare Landstingstvätteriet ägs och drivs numera av Berendsens Tvätteri. Företaget M2 Retail Solutions som designar och tillverkar butiksinredningar med sin bas i det närbelägna Rydöbruk har i Torup byggt en större lagerbyggnad för effektiv logistik. Swedfast tidigare Bårebo Svensk Skruv, utvecklar, tillverkar och marknadsför skruv, gångjärn och beslag till industrin, grossister och järn- och bygghandeln. Jako Tryckeri tillverkar bl.a. konferensmaterial. Vid ortens södra infart ligger Nyebro snickerifabrik. I den närbelägna orten Brännögård finns företaget Smurfit Kappa som tillverkar förpackningar av materialet papp. År 1983 togs ett nybyggt kraftverk i drift, Nyebro kraftverk. Fallhöjden anges till 4,1 meter och produktionen till 7 GWh/år.

## Idrott
Hultagärdesbacken är till stor glädje på vintern för de som vill åka utför eller prova på längdskidåkning. Torups Pistolklubb har haft flera framgångsrika skyttar. På idrottsplatsen Torulund spelar hemortens fotbollslag, Torup/Rydö FF. På vintern spelar Torups bandyklubb sina hemmamatcher på samma arena. Orten har alltid haft ett nära förhållande med Hylte Volley.

## Klimat
| Månad                | Jan. | Feb. | Mar. | Apr. | Maj  | Jun. | Jul. | Aug. | Sep. | Okt. | Nov. | Dec. | Hela året |
| -------------------- | ---- | ---- | ---- | ---- | ---- | ---- | ---- | ---- | ---- | ---- | ---- | ---- | --------- |
| Medeltemperatur (°C) | -2,6 | -2,6 | 0,4  | 4,6  | 10,3 | 14,1 | 15,1 | 14,1 | 10,7 | 7,0  | 2,4  | -1,0 | 6,0       |
| Medelnederbörd (mm)  | 88   | 58   | 68   | 55   | 57   | 75   | 98   | 94   | 110  | 104  | 116  | 100  | 1 029     |

## Kända personer från Torup
- Håkan Svensson, eg. Rydöbruk, fotbollsmålvakt
- Jennie Nilsson, riksdagsledamot
- Marcus Nilsson, volleyboll
- Per-Anders Sääf, volleyboll
- Robert Andersson, fotboll
- Olivia Schough, fotboll